# Lauren Bertolacci
Lauren Bertolacci (* 26. Januar 1985 in Keilor Downs, Victoria, Australien) ist eine ehemalige australisch-italienische Volleyballspielerin und heutige -trainerin. Sie wurde als Spielerin 2007 australische Meisterin in der Halle und als Trainerin mehrfache Schweizermeisterin und Cupsiegerin.

## Karriere

### Karriere als Athletin
Die Zuspielerin startete ihre Karriere in der australischen Volleyballliga bei Eastern Thunder. Anschließend wechselte sie zu den Melbourne Falcons, mit denen sie in drei Spielzeiten zwei Mal die Bronzemedaille errang. Ab 2007 war sie für die University Blues in der gleichen Stadt aktiv. Mit diesem Verein wurde sie 2007 australische Meisterin und in den nächsten Spielzeiten drei Mal in Folge Vizemeisterin. In ihrem letzten Jahr für diesen Sportclub erkämpfte sie als Kapitänin mit ihrem Team noch einmal die Bronzemedaille in der Beletage ihres Heimatlandes. Parallel zu ihrem Engagement in Australien spielte sie mehrere Jahre in Frankreich, Deutschland und Spanien. So stand sie von 2005 bis 2006 bei Hainaut Volley unter Vertrag. Anschließend verbrachte sie zwei Spieljahre bei den Fighting Kangaroos Chemnitz und von 2009 bis 2011 pritschte und baggerte sie für CV Cuesta Piedra. Von 2011 bis 2012 stand sie in der Schweiz beim TSV Düdingen auf dem Spielfeld. Im August 2012 wechselte sie nach noch einmal nach Deutschland in die Erste Bundesliga zum VfB 91 Suhl. 2013 kehrte Bertolacci zurück in die Schweiz zum FC Luzern, wo sie 2015 ihre aktive Karriere beendete. In der Zeit von 2005 bis 2015 absolvierte sie insgesamt 96 Länderspiele für ihr Nationalteam und nahm unter anderem an mehreren Asienmeisterschaften und World Grand Prix-Wettbewerben teil.

### Karriere als Trainerin
Gleich im Anschluss an ihre Zeit als Sportlerin startete die Australierin ihre Trainerkarriere. Ihre erste Station war die Männermannschaft von Volley Luzern, mit der sie 2017 das Viertelfinale im Schweizer Pokal und den fünften Rang in der Meisterschaft erreichte. Diese Ergebnisse konnte ihre Mannschaft in der folgenden Saison bestätigen. Von 2016 bis 2018 war Bertolacci darüber hinaus für die australische Frauennationalmannschaft als Co-Trainerin tätig. Anschließend übte sie die gleiche Funktion im Auswahlteam Kanadas aus. Von 2018 bis 2025 war sie Chefcoach der Frauenmannschaft von Viteos NUC. Der Verein aus Neuchâtel dominierte unter ihrer Anleitung den Schweizer Volleyball. NUC gewann unter Bertolacci sechs Meistertitel, viermal den Cup und sechsmal den Supercup. 2024 stand die Mannschaft außerdem im Finale des CEV Pokals. Seit 2022 ist die Sportlehrerin zusätzlich an erster Stelle für die Schweizer Frauennationalmannschaft verantwortlich. Ende der Saison 2024/25 verließ Bertolacci NUC und wechselte zu Indy Ignite in eine der drei amerikanischen Profiligen. Sie bleibt jedoch Nationaltrainerin der Schweiz.

## Sonstiges
Lauren Bertolacci besuchte das Keilor Downs College von 1996 bis 2002. Von 2003 bis 2005 war sie am Royal Melbourne Institute of Technology eingeschrieben und schloss das Studium als Bachelor der Bewegungswissenschaften ab. An der Edith Cowan University erhielt sie das Diplom in Kraft- und Konditionstraining. Seit 2007 betreibt sie zusätzlich den Blog Laurens Fitness, in dem sie Übungen zur Körperertüchtigung vorstellt.